# 秦琪
秦 琪（しん き）は、中国の通俗歴史小説『三国志演義』に登場する架空の人物。

## 物語中の活躍
| 姓名         | 秦琪               |
| 出身地       | -                  |
| 職官         | 将（夏侯惇の部将） |
| 陣営・所属等 | 曹操               |
| 家族・一族   | 従父：蔡陽         |

曹操配下である夏侯惇の部将として、『演義』第27回に登場。同じく曹操配下である蔡陽の甥という設定。黄河の渡し口で、秦琪は劉備の下に戻ろうと船を捜す関羽と遭遇し、手形の提示を求める。関羽はこれを拒否し、口論の末、秦琪は薙刀を振りかざして斬りかかったが、わずか1合で、関羽の薙刀の一閃に首をはねられてしまう。秦琪の部下たちは、慌てて関羽のために船を用意している。
この後、関羽を追撃してきた夏侯惇の言によれば、秦琪は、蔡陽から直々に委ねられた大切な部下とされている。